# ديفيد روبنسون (مصور)
ديفيد روبنسون (بالإنجليزية: David Robinson)‏ هو مصور بريطاني، ولد في 31 ديسمبر 1973 في Enniskillen ‏ في المملكة المتحدة.

## وصلات خارجية
- الموقع الرسمي